# Doberschau-Gaußig
Doberschau-Gaußig (Sorbisch: Dobruša-Huska) is een gemeente in de Duitse deelstaat Saksen. De gemeente maakt deel uit van de Landkreis Bautzen.
Doberschau-Gaußig telt 4.173 inwoners.
De gemeente ligt in het officiële woongebied van de Sorben.

## Kernen
De gemeente telt 21 dorpjes of gehuchten:
- Arnsdorf (Warnoćicy) – ca. 180 inwoners
- Brösang (Brězynka) – ca. 70 inwoners
- Cossern (Kosarnja) – ca. 90 inwoners
- Diehmen/Neu-Diehmen (Demjany/Nowe Demjany) – ca. 300 inwoners
- Doberschau (Dobruša) – ca. 1400 inwoners
- Drauschkowitz/Neu-Drauschkowitz (Družkecy/Nowe Družkecy) – ca. 130 inwoners
- Dretschen (Drječin) – ca.120 inwoners
- Gaußig (Huska) – ca. 600 inwoners
- Gnaschwitz (Hnašecy) – ca. 370 inwoners
- Golenz (Holca) – ca. 120 inwoners
- Grubschütz (Hrubjelčicy) – ca. 280 inwoners
- Günthersdorf (Hunćericy) – ca. 100 inwoners
- Katschwitz (Kočica) – ca. 50 inwoners
- Naundorf (Nowa Wjes) – ca. 380 inwoners
- Preuschwitz (Přišecy) – ca. 60 inwoners
- Schlungwitz (Słónkecy) – ca. 640 inwoners
- Techritz (Ćěchorjecy) – ca. 110 inwoners
- Weißnaußlitz (Běłe Noslicy) – ca. 100 inwoners

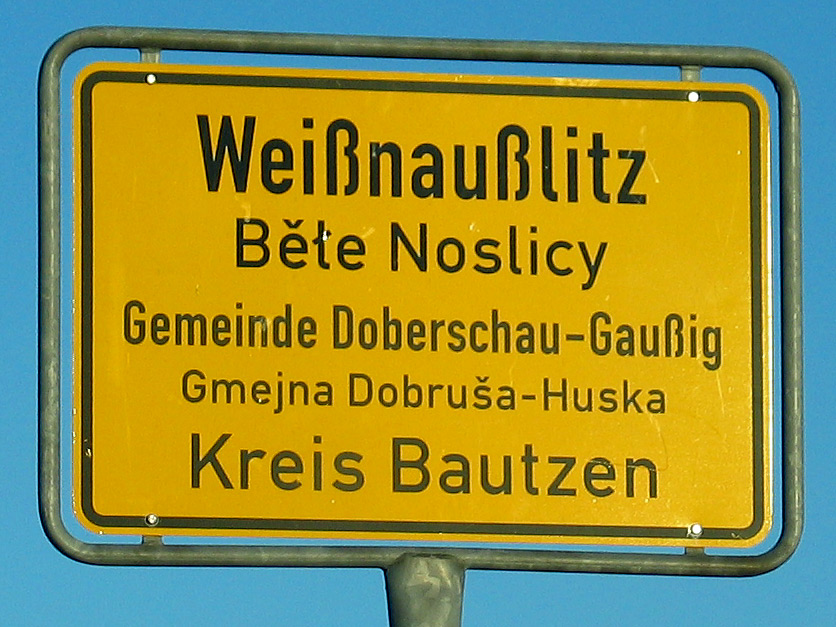
Tweetalig plaatsnaambord van Weißnaußlitz

- Zockau (Cokow) – ca. 120 inwoners

## Geboren
- Gert Heidler (1948), Oost-Duits voetballer

Arnsdorf ·
Bautzen ·
Bernsdorf ·
Bischofswerda ·
Burkau ·
Crostwitz ·
Cunewalde ·
Demitz-Thumitz ·
Doberschau-Gaußig ·
Elsterheide ·
Elstra ·
Frankenthal ·
Göda ·
Großdubrau ·
Großharthau ·
Großnaundorf ·
Großröhrsdorf ·
Großpostwitz ·
Haselbachtal ·
Hochkirch ·
Hoyerswerda ·
Kamenz ·
Königsbrück ·
Königswartha ·
Kubschütz ·
Lauta ·
Laußnitz ·
Lichtenberg ·
Lohsa ·
Malschwitz ·
Nebelschütz ·
Neschwitz ·
Neukirch ·
Neukirch/Lausitz ·
Obergurig ·
Ohorn ·
Ottendorf-Okrilla ·
Oßling ·
Panschwitz-Kuckau ·
Pulsnitz ·
Puschwitz ·
Räckelwitz ·
Radeberg ·
Radibor ·
Ralbitz-Rosenthal ·
Rammenau ·
Schirgiswalde-Kirschau ·
Schmölln-Putzkau ·
Schwepnitz ·
Schönteichen ·
Sohland an der Spree ·
Spreetal ·
Steina ·
Steinigtwolmsdorf ·
Wachau ·
Weißenberg ·
Wiednitz ·
Wilthen ·
Wittichenau